# Dogs of War (album de Saxon)
Albums de Saxon
Forever Free
(1992) Unleash the Beast
(1997)
Dogs of War est le 12e album studio du groupe britannique Saxon, sorti le 14 août 1995.
Dernier album avec Graham Oliver, un des fondateurs du groupe. Avec Dogs of War, Saxon atteint une certaine stabilité musicale, d'oû se dégage une puissance "metal" perdue après "Denim and Leather" et retrouvée au fil des ans pour aboutir à ce qu'est Saxon maintenant un digne représentant de la NWOBHM... (Dogs of War, no surrender...).

## Titres
- Musique : Saxon - Paroles : Biff Byford & Nigel Glockler

1. Dogs of War [4 min 34 s]
2. Burning Wheels [4 min 11 s]
3. Don't Worry [5 min 17 s]
4. Big Twin Rolling (Coming Home) [5 min 23 s]
5. Hold On [4 min 31 s]
6. The Great White Buffalo [5 min 52 s]
7. Demolition Alley [6 min 09 s]
8. Walking Through Tokyo [5 min 52 s]
9. Give It All Away [4 min 02 s]
10. Yesterday's Gone [3 min 44 s]
11. The Great White Buffalo (bonus live Germany) [6 min 16 s]
12. Denim & Leather (bonus live Germany) [6 min 10 s]

## Composition du groupe
- Biff Byford (chant)
- Graham Oliver (guitare)
- Paul Quinn (guitare)
- Nibbs Carter (basse)
- Nigel Glockler (batterie)

## Crédits
- Produit par Biff Byford & Rainer Hänsel aux Gems Studio (Boston, Lincolnshire - Angleterre)
- Mixé aux Revolution Studio (Manchester) et Karo Studio (Brakel - Allemagne) par Kalle Trapp, assisté de John McLane
- Pochette : Paul R. Gregory (Artwork)